# Operation Homecoming: Writing the Wartime Experience
Operation Homecoming: Writing the Wartime Experience es un documental estadounidense de 2007, dirigido por Richard E. Robbins, que fue candidata al Premio de la Academia de 2007 como mejor documental largo. Retrata las vidas y experiencias de soldados de combate estadounidenses que estuvieron en las guerras de Afganistán e Irak.

## Producción
El documental se base en una colección de escritos de veteranos que sirvieron en las guerras de Irak y Afganistán, combinada con secuencia de noticias y fotografías. Entre los escritos, se cuentan diarios, cartas, poemas y ensayos, que fueron reunidos por el National Endowment for the Arts y fueron previamente publicados por la editorial Random House Mondadori. El texto fue leído por los actores Beau Bridges, Robert Duvall, Aaron Eckhart, Chris Gorham, Justin Kirk, John Krasinski, Josh Lucas y Blair Underwood, así como por el poeta Brian Turner. El documental también contiene comentarios y entrevistas con autores literarios, tales como Tobias Wolff, Tim O'Brien, Anthony Swofford, Paul Fussell y James Salter.

## Recepción

### Taquilla
La película recaudó 4,5 millones de dólares estadounidenses en su fin de semana de estreno, con lo que obtuvo el puesto 76°. En total, recaudó 6,7 millones de dólares solo en Estados Unidos.

### Reacción de la crítica
El documental recibió en su mayoría reseñas positivas por parte de los críticos. Metacritic le concedió un puntaje de 71 sobre 100, sobre la base de 9 reseñas, que fueron presentadas como "generalmente favorables". Fue considerado "elocuente y emotivo" y calificado con una A- por Owen Gleiberman de Entertainment Weekly, quien agregó que el documental llevó a los espectadores "más cerca de las emociones (principalmente el aburrimiento y el terror) de los soldados que combaten en Irak y Afganistán que tal vez cualquier otra evaluación previa."
Janice Page del The Boston Globe también estuvo de acuerdo en que "ningún [otro] trabajo ha llevado a los espectadores tan profundamente dentro de la psicología de la guerra"; sin embargo, Mark Olsen de Los Angeles Times' ofreció una reseña más crítica al comentar que el documental "hace poco favor a los escritos más que ayudar en un mayor entendimiento de su significado emocional." La película recibió una calificación de 2,5/4 estrellas por Kyle Smith del New York Post, cuya crítica sostuvo que la película no conservo el texto original, lo que llevó a que los escritos fueron "dramatizados".

### Nominaciones y premios
El documental obtuvo una nominación para mejor documental largo para los Premios Óscar de 2007, así como una nominación para mejor documental del año por la International Documentary Association. Operation homecoming también recibió un Premio especial del jurado por "Relato innovador en un documental}" en el Festival de cine de Florida en 2007.
Por este documental, el director Richard E. Robbins fue nominado para el Directors Guild of America Award de 2007.